# M85-HCC1
M85-HCC1 — ультракомпактная карликовая галактика, расположенная в направлении созвездия Волос Вероники, является спутником эллиптической галактики M85. По состоянию на 2015 год являлась самой плотной известной галактикой, за ней следуют в порядке убывания плотности M59-UCD3 и M60-UCD1. Несмотря на то, что M85-HCC1 намного меньше Млечного Пути, её звездная плотность в 1 миллион раз больше по сравнению с плотностью области нашей галактики, в которой находится Солнце.
Происхождение этих ультракомпактных карликовых галактик пока остаётся не до конца исследованным, хотя преобладающее мнение состоит в том, что это галактики, потерявшие большую часть вещества при взаимодействии с массивными галактиками, сохранили только очень плотные центральные ядра, где есть сверхмассивная чёрная дыра. Именно обнаружение большого количества тяжёлых элементов, таких как железо, подтверждает гипотезу о том, что изначально такие галактики были гораздо более крупными.